# Грюцмахер, Фридрих
Фридрих Грюцмахер (нем. Friedrich Grützmacher; 1 марта 1832, Дессау — 23 февраля 1903, Дрезден) — немецкий виолончелист, музыкальный педагог и композитор. Брат Леопольда Грюцмахера.

## Биография
Обучался у Фридриха Шнайдера и Карла Дрекслера. В 1848 году по протекции Фердинанда Давида выступил с несколькими концертами в Лейпциге, после чего на следующий год был принят солистом в оркестр Гевандхауса и педагогом в Лейпцигскую консерваторию. С 1860 года он был камермузыкантом Королевского придворного оркестра в Дрездене. Гастролировал по Германии и России, в 1898 г. участвовал как солист в премьере симфонической поэмы Рихарда Штрауса «Дон Кихот».
Сочинил концерт для виолончели, увертюры и фантазии для оркестра, камерную музыку, фортепианные пьесы и песни. Сегодня Грюцмахер в основном известен тем, что подверг крупной обработке концерт для виолончели № 9 Луиджи Боккерини.
Написал учебник «Высшая школа виолончельной игры» (нем. Die hohe Schule des Violoncellespiels; 1891). Среди учеников Грюцмахера разных лет — Диран Алексанян, Хуго Беккер, Иоганнес Клингенберг, Вильгельм Фитценхаген, Эмиль Хегар, Фридрих Хильперт и многие другие.
Умер в Дрездене и был погребён на Троицком кладбище.